# 奈阿尔霍斯
奈阿尔霍斯（希臘語：Νέαρχος，约公元前360年~前300年）或譯涅阿尔霍斯、尼阿库斯、尼阿卡斯。是亚历山大大帝军队中的一名海军将领（navarch）。他因在前326~前324年印度战争之后从印度河向波斯湾的著名航行而为人所知。他的航行被记录在阿里安的《indica》中，写于2世纪。

## 生平
奈阿尔霍斯是克里特岛拉托本地人和安德罗提穆斯（Androtimus）的儿子 ，在腓力二世统治期间，他的家族开始在马其顿王国Amphipolis定居(我们必须假定腓力二世在前357年占领了这座城市)，那时奈阿尔霍斯可能还是个小男孩。他几乎可以肯定年龄比亚历山大大，因为他和托勒密，艾利吉亚斯，和其他人是童年的朋友； 因此，根据安德罗提穆斯来到马其顿的时候，他很可能是在克里特的出生。
奈阿尔霍斯，连同托勒密， 艾利吉亚斯和 米利都的拉俄墨東，和哈尔帕洛斯一起，是亚历山大的良师益友之一——因为披克索达洛司他被腓力二世流放(一3.6.5；第10.4条)。  不清楚他们被流放到哪里，但是在腓力二世死后，亚历山大登基之后，他们被召回亚历山大的身边。

### 军事生涯
在他们被召回之后， 这些人被授予最高荣誉。奈阿尔霍斯在前334/333年 (A 3.3.6)被任命为吕基亚和潘菲利亚的总督， 亚历山大最早任命的总督之一。在前328年，他被解除了职务，在巴克特里亚重新加入了亚历山大的军队，带着他的增援部队(A 4.7.2; C 7.10.4,但是并未提到奈阿尔霍斯本人)。   在奥诺斯（Aornus）围攻战之后，奈阿尔霍斯被派往先头侦查任务——尤其是发现关于大象的信息 (A 4.30.5–6)。

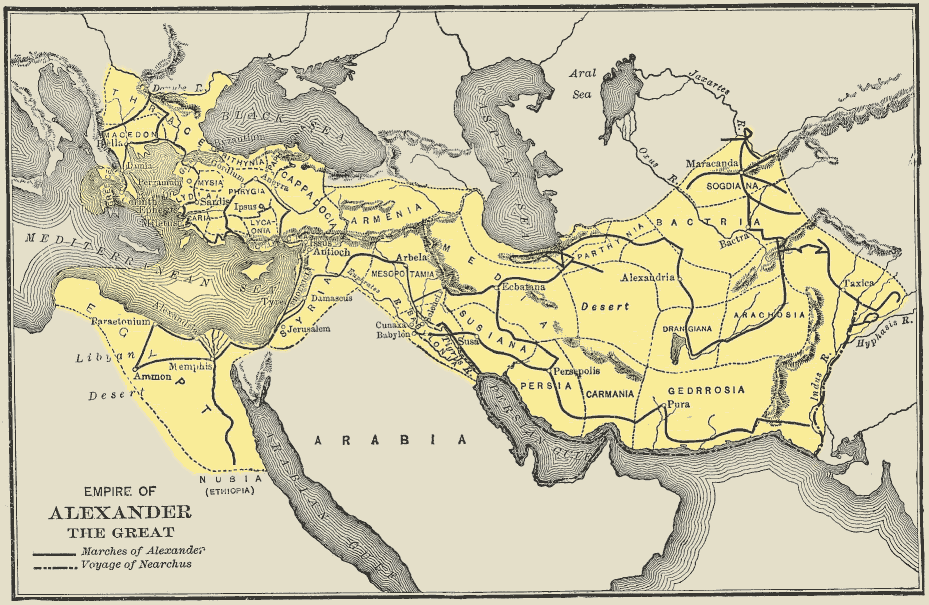
地图显示奈阿尔霍斯航行路线和亚历山大攻取波斯帝国之前的进军路线；来自《古代世界的历史》，乔治·威利斯·博茨福德博士，麦克米伦公司，1913年

前326年，奈阿尔霍斯是海军司令，船只是亚历山大在杰赫勒姆河 建立的舰队。(A 6.2.3; Indica 18.10)). 然而，他的三列桨战船（trierarchy）开销不菲，奈阿尔霍斯把经费用在了造小船上（boats）(Heckel, p. 229)；以及还有数量可观的三列桨战船在印度河舰队，他们并非天生的水手。
在航行期间，一些船只被毁坏了，并且奈阿尔霍斯奉命留下监督修理，然后再继续顺流而下。奈阿尔霍斯奉命要留下来监督修理，然后再继续顺流而下。 这或许显示了他掌握一些造船的知识，但是这也许表示的一些知识的造船，但他不太可能是唯一适合这项工作的人。
然而，他仍然指挥着舰队航行从印度河驶向波斯湾，这些他都详细的记录(在阿里安的远征记里多次引用)。再次，虽然他是海军司令，指挥着舰队，不需要伟大的航海技术——海军岗位由欧奈西克瑞塔斯负责。 在航行期间，奈阿尔霍斯据说是第一个到达巴林的马其顿指挥官，那里被希腊人称作提罗斯（tylos）。这标志着希腊化世界访问巴林的开始， 他的访问标志着开始的巴林纳入希腊世界，最终导致宙斯崇拜(作为阿拉伯的太阳神，Shams)和希腊语作为上层阶级使用语言。
经历了许多冒险，奈阿尔霍斯抵达卡尔马尼亚，会见亚历山大大帝，在后者穿越了格德罗西亚的沙漠之后。 亚历山大让他去完成自己的航程——他航行远至幼发拉底河，在返回苏萨重新加入亚历山大之前，早于前324年。
奈阿尔霍斯同巴耳馨和門托耳的女儿结婚(A7.4.6)，并获得一个王冠作为他努力的认可(A 7.5.6). 然后他把舰队开往巴比伦，在那里他给了亚历山大 迦勒底人的警告不要进入城市(P73.1–2)。奈阿尔霍斯参与了亚历山大的最终计划，入侵阿拉伯舰队的司令；但是，该计划由于亚历山大的死亡取消了。

### 亚历山大死后
在帝国最初的王位继承问题上，奈阿尔霍斯支持赫拉克勒斯，亚历山大和巴耳馨的儿子——巴耳馨是王的情妇，也是奈阿尔霍斯的岳母。他后来加入了安提柯的阵营。最后一次有关他的记载，在前313年至前312年间(D19.69.1)，奈阿尔霍斯是作为德米特里厄斯的顾问；之后发生了什么，已不得而知，他可能退休之后写自己的历史。